# Henry Whitehead (ecclesiastico)
Henry Whitehead (Ramsgate, 22 settembre 1825 – 5 marzo 1896) è stato un prete ed epidemiologo inglese.
Chierico della Chiesa d'Inghilterra fu  assistente curato nella chiesa di San Luca a Soho, a Londra, nel 1854 nel corso dell'epidemia di colera.

## Biografia
L'ottavo di dieci figli, Henry era figlio di un maestro di una piccola scuola pubblica, ubicata presso il luogo di nascita.
Dopo essere divenuto assistente maestro, nel 1847, all'età di 22 anni, henry si recò al Lincoln College, all'Università di Oxford.
In quegli stessi anni nacque in lui il desideri di entrare a far parte della Chiesa Anglicana, cosa che fece poco dopo aver ottenuto il dottorato in lettere, nel 1850.
Il suo primo lavoro fu proprio quello di assistente curato nella chiesa di San Luca in Berwick Street, a Soho, Londra.
Venne ordinato diacono nell'anno 1851, ed immediatamente iniziò ad esercitare le sue funzioni di guida spirituale fra i residenti delle baraccopoli che affollavano la zona di Berwick Street.
Grazie alla sua disponibilità e capacità di ascolto, fu sempre un visitatore gradito nelle case dei suoi poveri parrocchiani.
Proprio le sue doti umane, la sua cordialità e l'alto grado di accettazione sociale furono di fondamentale valore quando, nel 1855, iniziò ad indagare per quattro lunghi mesi, sul focolaio di colera di Broad Street.
Estremamente turbato dalla violenza dell'epidemia e dall'elevato numero di morti, nel giro di poche settimane dall'esordio Whitehead scrisse un resoconto intitolato The Cholera in Berwick Street (1854). In questo scritto di 17 pagine non viene fatta alcuna menzione della pompa di Broad Street.
Dapprima sostenitore della teoria dei miasmi come causa delle malattie (la teoria risalente a Galeno, secondo la quale i miasmi generati dalle paludi, dalla sporcizia, dalla putrefazione dei corpi e da altri luoghi pestilenziali causano la comparsa di malattie in altri esseri umani), Whitehead si approcciò al problema lavorando per confutare le false teorie del tempo, finendo per preferire l'idea del dottor John Snow secondo la quale il colera si diffondeva attraverso l'acqua contaminata da rifiuti umani.
In un primo momento il prelato non fu convinto dai sospetti del dottor Snown ed ebbe occasione di mettere per iscritto i suoi dubbi all'amico medico. Convinto di essere nel giusto nei primi mesi del 1855, visitò ripetutamente (fino a 4-5 volte) molti parrocchiani della zona per raccogliere dati. Per ogni persona morta di colera il prelato accertò i dati anagrafici, il tipo di alloggio occupato, le eventuali disposizioni sanitarie (adempiute o meno), l'ora di inizio dell'attacco fatale di colera ed infine se consumavano acqua attinta alla pompa di Broad Street.
Il lavoro di John Snow, unitamente alle indagini e ricerche condotte in proprio dal reverendo Whitehead, convinsero il prelato che la pompa di Broad Street fosse effettivamente la causa della gravissima infezione di colera (complessivamente morirono oltre 600 persone) che si diffuse nel quartiere di Broad Street nella tarda estate del 1854. Al termine della sua indagine Whitehead scrisse in un report dal titolo "Special Investigation of Broad Street" destinato alla Commissioone d'inchiesta governativa sul colera, che a malincuore era giunto alla conclusione che l'uso dell'acqua della pompa di Broad Street fosse collegato con l'epidemia.
Fu proprio grazie alla attiva collaborazione di Whitehead con il dottor John Snow durante tutta la crisi epidemica (e le indagini approfondite, nonché le interviste dei residenti locali ricoprono una parte importante degli studi) che fu chiaramente possibile identificare nella pompa pubblica di distribuzione dell'acqua su Broad Street (ora Broadwick Street) la fonte dell'epidemia e successivamente, nel corso del monitoraggio dell'andamento dell'infezione, giungere all'identificazione di un vecchio pozzo nero distante solo un metro (tre piedi) dalla zona in cui era stato scavato il pozzo pubblico, come causa della grave contaminazione. Il paziente zero risultò infine un bambino che aveva precedentemente contratto il colera da un'altra fonte, i cui pannolini venivano lavati in questo pozzo nero.
Il lavoro di Whitehead associato allo studio demografico del dottor Snow e le relative osservazioni scientifiche, rappresentarono un precedente fondamentale nella storia della sanità pubblica e sono considerate l'evento fondante della scienza dell'epidemiologia.
La commissione scientifica di inchiesta in relazione all'epidemia di colera del 1854 ebbe occasione di citare l'attività di Whitehead come fondamentale e definì il prelato come un "l'esemplare e infaticabile curato di St. Luke".
Il reverendo Whitehead dopo l'estate del 1854 servì ancora come sacerdote per molti anni in diverse altre parrocchie di Londra, prima di trasferirsi a Newlands, nel Cumberland nel 1884, e, infine, diventare vicario di Lanercost per ulteriori cinque anni, fino alla sua morte nel 1896.